# André Figurey
André Figurey (1874?-1929) foi um artista e pintor brasileiro. André era uma figura com ampla circulação no meio artístico e científico brasileiro e muitos de seus quadros foram adquiridos pelo Museu do Ipiranga.

## Biografia
André nasceu em Lyon, na França. Em obituário publicado no jornal Diário Nacional de 29 de junho de 1929, informa-se que André Figurey faleceu no dia 5 daquele mesmo mês aos 55 anos de idade, no município mineiro de Barbacena, onde estava devido a um tratamento. André foi casado com Maria Figurey, filha do Ir. F. van Varembarg d'Èginont e de Amada Pucters, já falecida. Deixou os seguintes filhos: Pierre Figurey, artista-pintor; Marie Loüise de Marmels Ghisletti, casada com o Louis de Marmels Ghisletti, engenheiro na cidade do Rio de Janeiro; Agnés Figurey. André teve ainda como filho Francisco Figurey, engenheiro já falecido.